# 毛詩 (成化進士)
毛詩（1454年—？），字大經，河南南陽府裕州葉縣人，軍籍，明朝政治人物。

## 生平
河南鄉試第十名舉人。成化二十三年（1487年）中式丁未科會試第二百四十八名，三甲第五十四名進士。

## 家族
曾祖毛智；祖父毛剛；父毛瑄，母駢氏。具庆下。